# باول جي. كيرك
باول جي. كيرك (بالإنجليزية: Paul G. Kirk)‏ هو محامي وسياسي أمريكي، ولد في 18 يناير 1938 في الولايات المتحدة. حزبياً، نشط في الحزب الديمقراطي.

## مناصب
- انتخب عضو مجلس الشيوخ الأمريكي عن دائرة Massachusetts ‏ وقد انضم خلال فترته النيابية [الإنجليزية]‏ (25 سبتمبر 2009 – 4 فبراير 2010)  للكتلة البرلمانية الحزب الديمقراطي.
- انتخب رئيس مجلس الإدارة اللجنة الوطنية الديمقراطية (1985 – 1989).
- انتخب أمين الخزينة اللجنة الوطنية الديمقراطية (1983 – 1985).
- انتخب عضو مجلس الشيوخ الأمريكي عن دائرة ماساتشوستس (24 سبتمبر 2009 – 4 فبراير 2010).